# Sant Aniol d'Aguja
El monasterio de Sant Aniol d'Aguja fue fundado en el año 859, en territorio del pagus de Besalú del condado de Gerona, por un grupo de monjes benedictinos procedentes de Santa María de Arlés, al Vallespir, que había sido saqueado por los normandos. En el año 872, Racimir, el primer abad del nuevo monasterio, obtuvo del rey franco Carlos el Calvo el reconocimiento de un territorio propio que comprendía los valles de Sadernes, de Aguja y de Riu, hasta el agujero de la Saca y los imponentes riscos de Gitarriu, también la posesión de la iglesia de Sant Llorenç de Mont, en la montaña del Mont.
Sant Aniol d'Aguja era un monasterio muy pequeño, con una comunidad reducida y situado en una zona excesivamente aislada, de pocos recursos e incapaz de atraer más. Por eso tuvo que renunciar pronto a su libertad y someterse al dominio de los canónigos de la catedral de Gerona, que ya se documenta en el año 899.
La iglesia de Sant Llorenç de Mont aconteció una celda monástica filial del monasterio, pero pronto experimentó un fuerte auge. Este hecho y el aislamiento del monasterio de Sant Aniol d'Aguja obligó a los monjes a decidir, en el año 1003, el traslado de la comunidad a Sant Llorenç de Mont, que a partir de entonces aconteció la sede de la abadía y un monasterio independiente e influyente al condado de Besalú. La iglesia de Sant Aniol d'Aguja, con vocación al santo Aniol, se convirtió en una simple parroquia dependiente del nuevo monasterio, de la cual dependía a su vez el santuario de Sant Feliu de Riu. 
El santuario de Sant Aniol d'Aguja, vigente ya al antiguo monasterio, se fundamentaba en la tradición del establecimiento de santo Aniol en este lugar, procedente del Vallespir, para hacer penitencia. El santo curaría el mal de ojos con el agua que mana de la cueva del Abad, situada junto a la iglesia y que aconteció un polo de atracción de peregrinos.
Actualmente, los peregrinos han sido sustituidos por los excursionistas, atraídos por la espectacular belleza natural del valle y sus pozas de agua cristalina. La antigua parroquia ha sido anexada a la de Santa Cecília de Sadernes, si bien cada domingo de Pascua Granada se continúa celebrando el encuentro de Santo Aniol (o Aplec de los Franceses), que reúne gente de La Garrocha y del Vallespir, descrito en los primeros años del siglo XX por Marià Vayreda en la famosa novela La puñalada.

## Arquitectura
La iglesia de Sant Aniol d'Aguja es un edificio románico del siglo XI, declarado Bien Cultural de Interés Nacional en 1983. Es un templo de reducidas dimensiones, de una sola nave, cubierta con una vuelta de cañón de poca altura. Tiene un ábside semicircular, decorado con lesena y arcos ciegos típicos del románico lombardo. El tejado es a dos aguas. Hasta 1936 había un anexo tardío en la parte delantera, con cubierta y envigado de madera, que se hundió. Este espacio forma ahora un pequeño patio, al cual se accede por una escalinata de piedra.
La fachada fue reconstruida después del 1949 por los soldados que custodiaban la frontera. La pequeña, también modificada, está en el centro y tiene un ojo de buey encima. En lo alto de la fachada hay un pequeño campanario de silla, donde, en el año 1962, se colocó una nueva campana de nombre "Coralí".
Por el interior de la iglesia y también por el exterior, a través de una bajada con escalones y rampa, se accede a una cripta. Es una capilla subterránea excavada a la roca, conocida como la cueva del Abad, de los muros de la cual brota agua que tenía, según la tradición, propiedades curativas para muchos males.

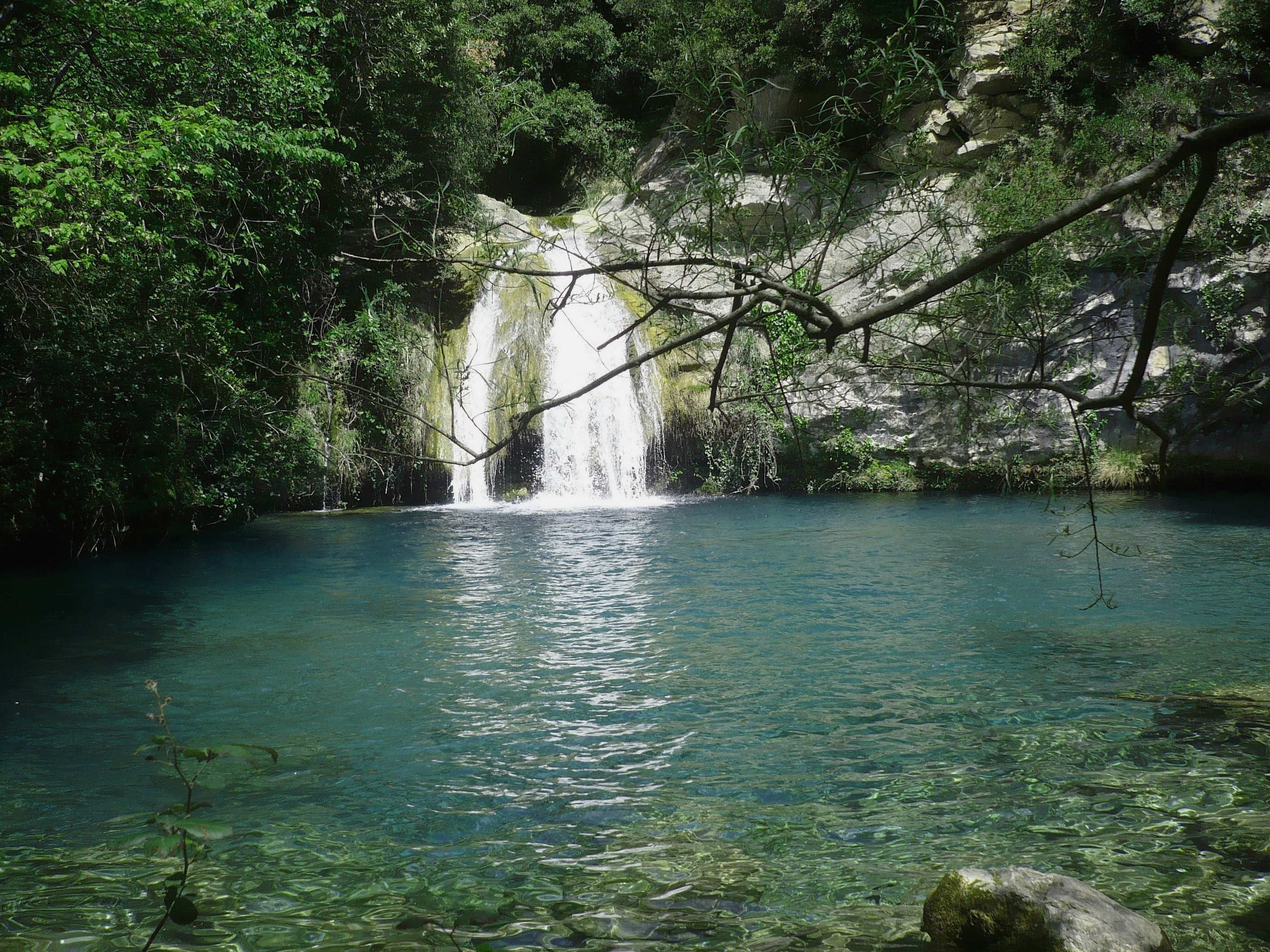
El gorg Blau
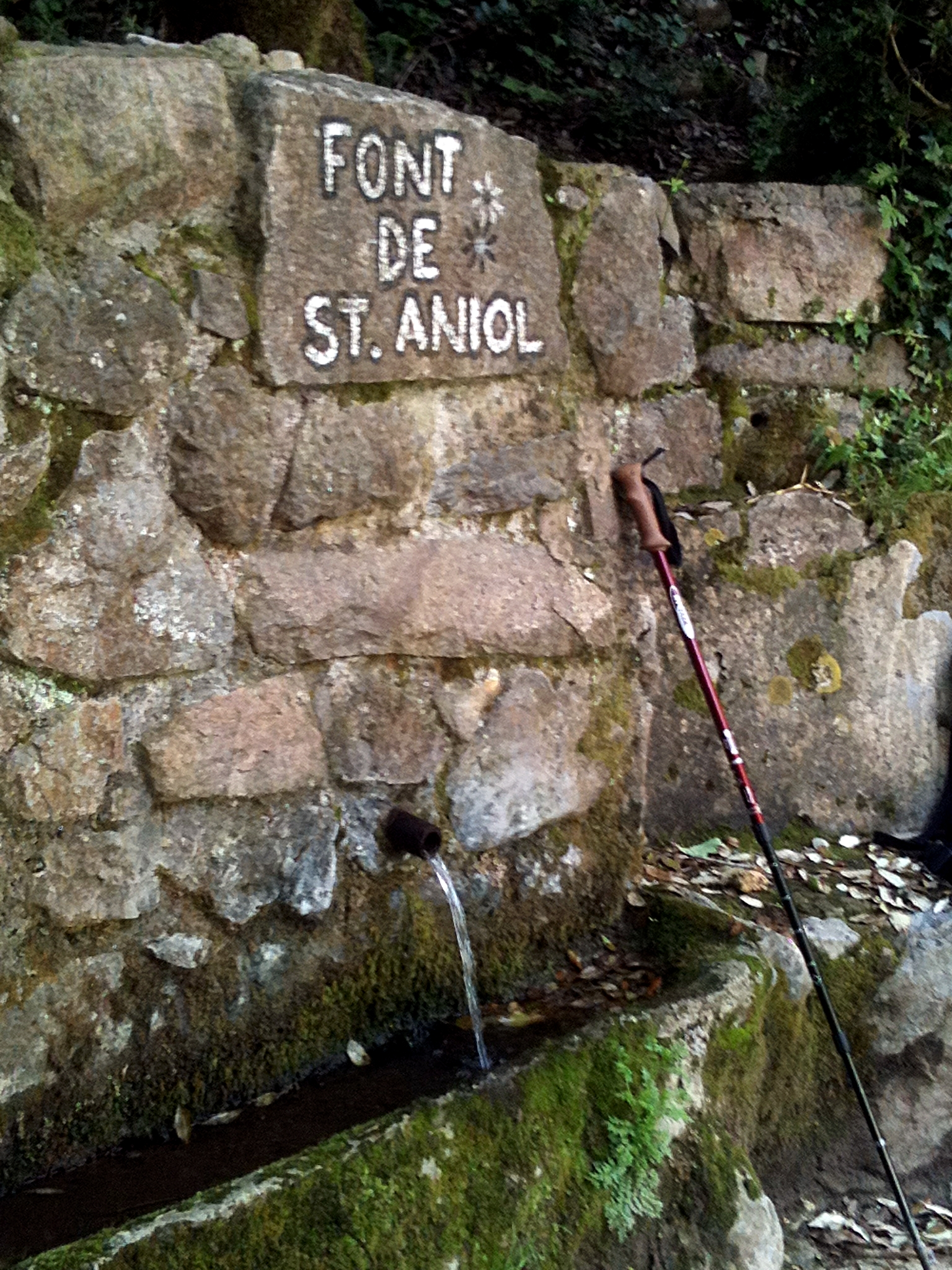
Fuente
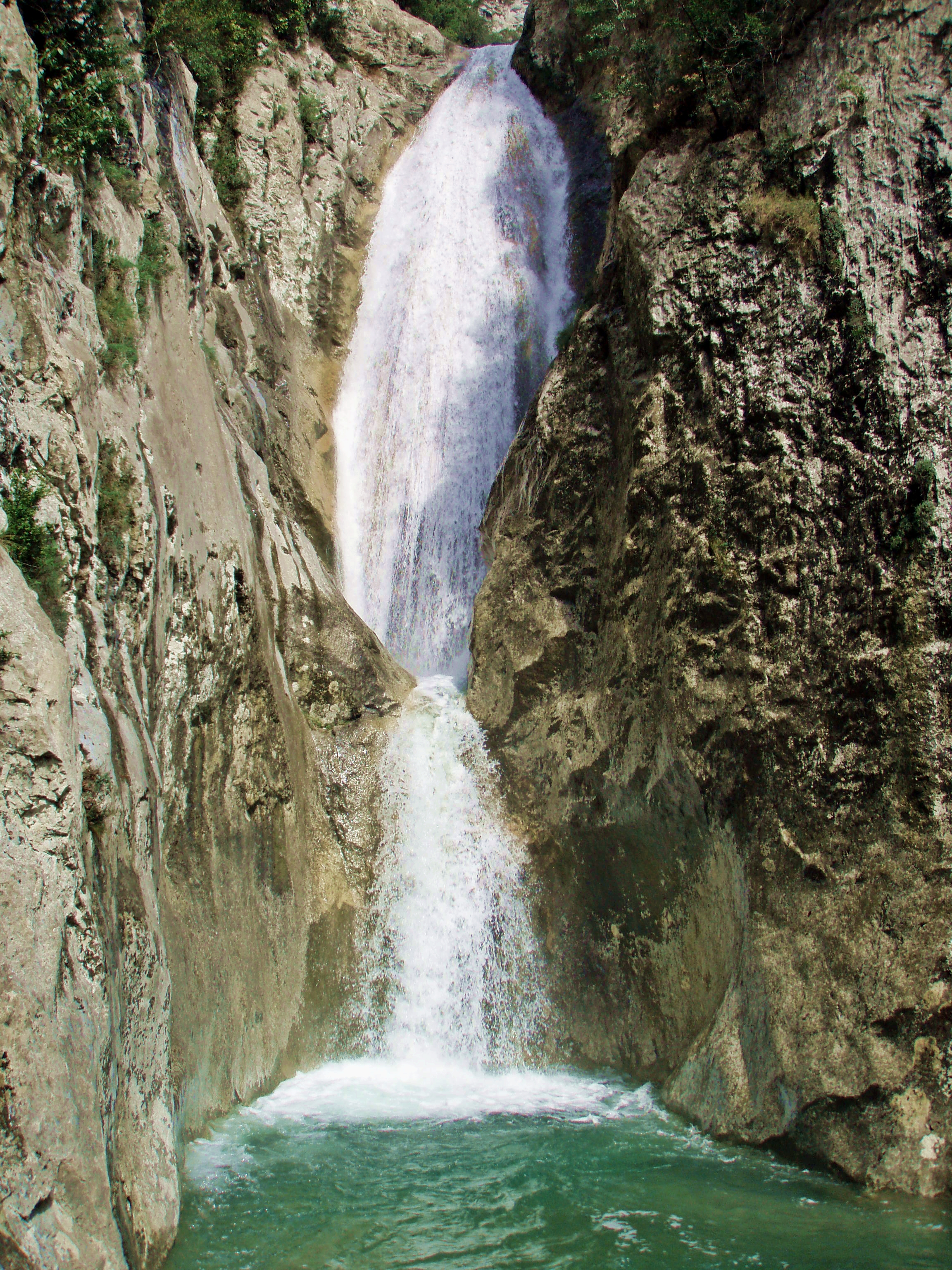
Salto del Brull
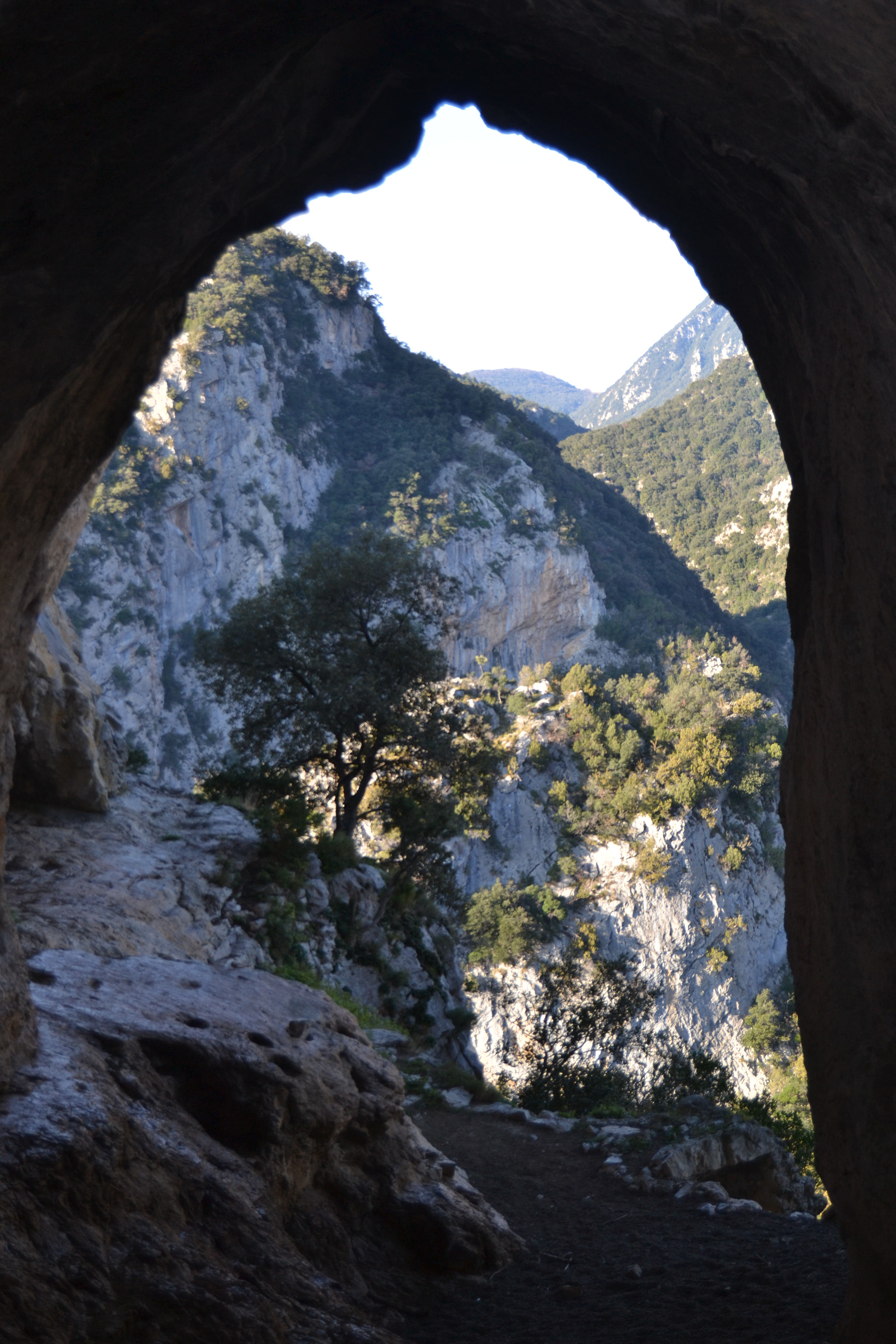
Cueva del Obispo